# Melilla
Melilla je španjolska enklava, smještena na obali Sredozemnog mora na sjeveru Afrike, okružena Marokom. Tradicionalno smatrana dijelom Andaluzije, zbog povijesnih razloga, bila je sastavni dio provincije Malage sve do 14. ožujka 1995., kada je usvojila Statut autonomije, te kao i Ceuta, postala autonomni grad.

## Politički status
Od 1982. Maroko postavlja zahtjev nad Melillom, zajedno s Ceutom i nekoliko španjolskih otoka ispred afričke obale (španj. Plazas de soberanía) i Kanarskih otoka, povlačeći paralelu sa španjolskim zahtjevom nad Gibraltarom. Španjolska Vlada odbacuje takve usporedbe (kao i stanovnici tih gradova), dajući argumente da su Ceuta i Melilla sastavni dijelovi španjolske države, dok je Gibraltar prekomorski teritorij koji se ne smatra dijelom Ujedinjenog Kraljevstva. Također valja spomenuti da je povijest Melille praktički identična s poviješću gradova u južnoj Španjolskoj, prolazeći kroz feničke, punske, bizantinske, vandalske, vizigotske, muslimanske te katoličke ruke. Bila je oslobođena samo pet godina poslije Granade i nalazi se u španjolskim rukama praktički od kad Španjolska postoji.
Melilla i Ceuta su jedina dva teritorija Europske unije na afričkom kopnu.

## Vanjske poveznice
|  | Zajednički poslužitelj ima još gradiva o temi Melilla |